# 21937 Basheehan
21937 Basheehan este un asteroid din centura principală de asteroizi.

## Descriere
21937 Basheehan este un asteroid din centura principală de asteroizi. A fost descoperit pe 4 noiembrie 1999 la Socorro, New Mexico, în cadrul proiectului LINEAR. Asteroidul prezintă o orbită caracterizată de o semiaxă mare de 2,92 ua, o excentricitate de 0,04 și o înclinație de 1,1° în raport cu ecliptica.